# 上海市久隆模范中学
上海市久隆模范中学位于上海市靜安区，是一所由上海市教育委员会和闸北区人民政府（成立時尚隸屬於閘北區）共同投资兴建的国有公立中学，同时也是区级重点中学。创办于2001年，共有27个教学班，其中初中15个班，高中12个班。与一般公立中学不同，久隆模范中学主要招收来自低收入家庭的学生，尤其是位于上海市贫困线以下的学生。具有特殊经济困难的学生也可以经由街道证明而进入该校就读。学校实行学杂费全免的政策，并为优秀学生提供奖学金及各类补贴。